# Aston Barrett
Aston "Family Man" Barrett (Kingston, Jamaica, 22 de noviembre de 1946-3 de febrero de 2024) fue un bajista de reggae jamaicano, conocido especialmente por su participación como bajista y director musical de The Wailers durante su época de mayor éxito.

## Biografía
Nacido en una familia donde la música tenía una fuerte presencia (su padre y su abuelo eran músicos), Aston "Family Man" Barrett se construyó su primer bajo, de una sola cuerda, siendo aún niño. Su primera banda se llamó the "Hippy Boys", y contaba con Max Romeo a la voz, Alva "Reggie" Lewis a la guitarra, Glen "Capo" Adams a los teclados y su hermano Carlton "Carlie" Barrett, con quien trabajaría en The Wailers a la batería. El grupo fue rebautizado como the Reggae Boys, y en 1968 grabaría sus primeras canciones con The Wailers. En 1969 se produciría la definitiva fusión de The Hippies/The Reggae Boys/The Wailers, adoptando este último nombre.
Tras el fallecimiento de Bob Marley en 1981, The Wailers continua efectuando giras y grabaciones. En 2006 Barrett perdió una demanda que había impuesto para solicitar los derechos de autor de algunos de los temas de Bob Marley.

## Valoración y estilo
El rol del bajo eléctrico en el reggae fue establecido por Aston "Family Man" Barrett, quien, con su hermano Carlton Barrett a la batería proporcionó los fundamentos rítmicos esenciales que proyectaron a Bob Marley a la fama. Su sonido grave y redondo, el ingenioso juego de fraseos melódicos y silencios, y la fuerte presencia que las líneas de bajo de Barrett tenían en las mezclas de los temas de Wailers han definido un estándar en las líneas de bajo reggae modernas: Tresillos de corchea, silencios en el primer beat del compás, riffs al unísono con la guitarra y juegos de llamada y respuesta con las voces de Marley.